# Arystarch (postać biblijna)
Arystarch – żyjący w I wieku święty katolicki i prawosławny, uczeń św. Pawła.
Opis tej postaci znajduje się w Dziejach Apostolskich i Listach Apostolskich (do Kolosan i do Filemona). Arystarch był Macedończykiem pochodzącym z Tesalonik. Towarzyszył św. Pawłowi w trzeciej podróży misyjnej do Efezu (53-58). Był świadkiem zamieszek wywołanych przez złotnika Demetriusza w Efezie (Dz.Ap. 19,24-30 BT), a następnie brał udział w wyprawie apostoła przez Macedonię i Grecję (Dz.Ap. 20,4 BT) do Jerozolimy. Towarzyszył swemu mistrzowi gdy ten został uwięziony (58 r.) i razem ze św. Łukaszem służył mu w drodze z Cezarei do Rzymu (60 r.)(Dz.Ap. 27,2 BT). Prawdopodobnie dobrowolnie sekundował w rzymskim areszcie św. Pawłowi (Kol 4,10 i Flm 24 BT). Brak świadectw potwierdzających dalsze losy i okoliczności śmierci św. Arystarcha.
Mylnie identyfikowany był z pierwszym biskupem Apamei, inny hagiograf dołączył go do grupy męczenników (z Trofimem i Prudensem), którzy śmierć ponieśli wraz ze św. Pawłem, a św. Ado dokonał przeinaczenia powielanego w późniejszych repetytoriach hagiograficznych przypisując mu biskupstwo Tesalonik.
Jego wspomnienie obchodzone jest w Kościele katolickim 4 sierpnia, a zgodnie z synaksariuszem wspominany jest przez Cerkiew prawosławną 14, 15 lub 16 kwietnia.

## Uzupełniające źródła internetowe
- Nowi współpracownicy: Sopater, Arystarch, Sekundus, Gajus, Tychik i Trofim